# Stiftung Stadtmuseum Berlin
La Stiftung Stadtmuseum Berlin (letteralmente: "Fondazione del museo civico di Berlino") è una fondazione che gestisce alcuni musei della città tedesca di Berlino.

## Musei
La fondazione gestisce sei musei:
- Märkisches Museum
- Museum Nikolaikirche
- Ephraim-Palais
- Knoblauchhaus
- Museumsdorf Düppel
- Sezione sulla storia di Berlino nello Humboldt Forum